# EHF-Europapokal der Pokalsieger der Frauen 1990/91
Der EHF-Europapokal der Pokalsieger der Frauen 1990/91 war die 15. Auflage des Wettbewerbes. Er wurde vom 23. September 1990 bis zum 12. Mai 1991 ausgetragen. Im Finale siegte der jugoslawische Vertreter RK Radnički Belgrad gegen den sowjetischen Verein Spartak Kiew.

## 1. Runde
| Mannschaft 1      | Mannschaft 2        | Spiel 1 | Spiel 2 |
| ----------------- | ------------------- | ------- | ------- |
| Ribe HK           | HF Saevsjo Vaernamo | 18:23   | 20:22   |
| HB Dudelange      | Buxtehuder SV       | 2:41    | 7:43    |
| Sporting Neerpelt | PSV Eindhoven       | 12:19   | 9:29    |

## Achtelfinale
| Mannschaft 1         | Mannschaft 2        | Spiel 1 | Spiel 2 |
| -------------------- | ------------------- | ------- | ------- |
| Constrictor Esteller | RK Radnički Belgrad | 25:29   | 27:33   |
| HF Saevsjo Vaernamo  | Pogon Szczecin      | 17:18   | 23:17   |
| VSC Debrecen         | Union Hollabrunn    | 32:14   | 37:23   |
| IL Gran              | TMO SC Ankara       | 28:13   |         |
| SC Magdeburg         | SC Tiger Palermo    | 27:15   | 25:20   |
| BSV Weinfelden       | Buxtehuder SV       | 16:26   | 10:24   |
| HC Stiinta Bacau     | PSV Eindhoven       | 34:17   | 17:19   |
| Spartak Kiew         | USM Gagny           | 25:22   | 20:17   |

## Viertelfinale
| Mannschaft 1        | Mannschaft 2        | Spiel 1 | Spiel 2 |
| ------------------- | ------------------- | ------- | ------- |
| HF Saevsjo Vaernamo | RK Radnički Belgrad | 25:34   | 25:38   |
| VSC Debrecen        | IL Gran             | 33:28   | 23:24   |
| SC Magdeburg        | Buxtehuder SV       | 21:16   | 13:23   |
| Spartak Kiew        | HC Stiinta Bacau    | 21:19   | 21:19   |

## Halbfinale
| Mannschaft 1        | Mannschaft 2 | Spiel 1 | Spiel 2 |
| ------------------- | ------------ | ------- | ------- |
| RK Radnički Belgrad | VSC Debrecen | 30:21   | 21:23   |
| Buxtehuder SV       | Spartak Kiew | 13:19   | 23:25   |

## Finale
Das Hinspiel fand am 5. Mai 1991 in Kiew und das Rückspiel am 12. Mai 1991 in Belgrad statt.
| Mannschaft 1 | Mannschaft 2        | Spiel 1 | Spiel 2 |
| ------------ | ------------------- | ------- | ------- |
| Spartak Kiew | RK Radnički Belgrad | 25:18   | 15:28   |